# Korean FA Cup
La Korea Cup (코리아컵?, Koria KeopRR) es una competición nacional de fútbol por eliminatorias, organizada anualmente por la Asociación de Fútbol de Corea (KFA) y disputada por los 60 mejores clubes de Corea del Sur.
Es la copa nacional de fútbol más importante del país y su primera edición se disputó en 1996. Antes de la creación de la FA Cup coreana, existieron dos competencias predecesoras, el All Joseon Football Tournament (1921-1940) y el Korean National Football Championship (1946-2000). Sin embargo, los registros históricos de la FA Cup no toman en cuenta esos dos torneos.

## Historia
El All Joseon Football Tournament fue fundado por el Consejo Deportivo de Joseon en 1921, durante el dominio japonés en Corea. Participaron clubes de fútbol juvenil, estudiantil y adulto de diversas provincias. Después de 1934, se convirtió en parte del Festival Nacional de Deportes de Corea, que era un campeonato de varios juegos deportivos y enfrentaba a los coreanos con otros campeonatos deportivos operados por japoneses que vivían en Corea. El Consejo Deportivo de Joseon se disolvió en 1937, debido a la opresión del gobierno japonés, y la Asociación de Fútbol de Joseon (actual KFA) lo sucedió después de 1938, pero fue cancelado después de 1940 por la misma razón durante la Segunda Guerra Mundial.
Después de la liberación de Corea, la KFA fundó el Campeonato Nacional de Fútbol y la Copa del Presidente, disputados por muchos clubes semiprofesionales y amateurs de toda Corea del Sur. Comenzaban en primavera y finales de otoño respectivamente.
El Campeonato Nacional de Fútbol cayó en importancia después de la fundación de la K League, porque no participaban clubes profesionales y jugadores famosos. Hubo varios esfuerzos para que los equipos profesionales se unieran al torneo, y tuvo tanto éxito que muchos conjuntos de alto perfil formaron parte del campeonato, rebautizado como “FA Cup”, durante las temporadas 1988 y 1989. Sin embargo, pronto regresó a un torneo semiprofesional en 1990, debido a la discordia entre la KFA y los clubes profesionales. La actual FA Cup se separó del Campeonato Nacional en 1996, y las dos competiciones se fusionaron nuevamente desde 2001. Por su parte, la Copa del Presidente fue abolida en 2010.

## Formato

### 1996-2005
La Korean FA Cup se llevó a cabo después del final de la temporada regular de la K League y, por lo general, se completaba en un período corto. Los partidos se jugaron en un formato de eliminación directa, con tiempo extra y penales si era necesario. Los equipos de la K League eran sorteados en la primera ronda del torneo propiamente dicho, pero todos los partidos se jugaron en sedes neutrales, como Gimcheon y Namhae.

### 2006-presente
Para elevar el estatus del torneo, los partidos se repartieron durante todo el año. La edición de 2006, por ejemplo, comenzó a principios de marzo y también se realizaron rondas en abril, julio, agosto y noviembre. La final se jugó en diciembre. Como en años anteriores, la competición se disputó en formato de eliminatoria directa.

## Patrocinio
- 1996-1997: Ninguno
- 1998: Sambo Change-up FA Cup
- 1999: Sambo Computer FA Cup
- 2000-2002: Seoul Bank FA Cup
- 2003-2015: Hana Bank FA Cup
- 2015-2019: KEB Hana Bank FA Cup
- 2020-presente: Hana Bank FA Cup

## Finales
| Año  | Campeón                 | Resultado               | Subcampeón              | Sede de la final                                                        |
| ---- | ----------------------- | ----------------------- | ----------------------- | ----------------------------------------------------------------------- |
| 1996 | Pohang Atoms            | 0 - 0 (7-6 pen.)        | Suwon Samsung Bluewings | Jinju Civic Stadium, Jinju                                              |
| 1997 | Chunnam Dragons         | 1 - 0                   | Cheonan Ilhwa Chunma    | Estadio Mudeung, Gwangju                                                |
| 1998 | Anyang LG Cheetahs      | 2 - 1                   | Ulsan Hyundai Horang-i  | Estadio Dongdaemun, Seoul                                               |
| 1999 | Cheonan Ilhwa Chunma    | 3 - 0                   | Jeonbuk Hyundai Dinos   | Estadio Jeju, Jeju                                                      |
| 2000 | Jeonbuk Hyundai Motors  | 2 - 0                   | Seongnam Ilhwa Chunma   | Estadio Jeju, Jeju                                                      |
| 2001 | Daejeon Citizen         | 1 - 0                   | Pohang Steelers         | Estadio Mundialista, Seúl                                               |
| 2002 | Suwon Samsung Bluewings | 1 - 0                   | Pohang Steelers         | Estadio Mundialista, Jeju                                               |
| 2003 | Jeonbuk Hyundai Motors  | 2 - 2 (4-2 pen.)        | Chunnam Dragons         | Estadio Mundialista, Seúl                                               |
| 2004 | Busan I'Cons            | 1 - 1 (4-3 pen.)        | Bucheon SK              | Changwon Civic Stadium, Changwon                                        |
| 2005 | Jeonbuk Hyundai Motors  | 1 - 0                   | Hyundai Mipo Dockyard   | Estadio Mundialista, Seúl                                               |
| 2006 | Chunnam Dragons         | 2 - 0                   | Suwon Samsung Bluewings | Estadio Mundialista, Seúl                                               |
| 2007 | Chunnam Dragons         | 3 - 2 3 - 1             | Pohang Steelers         | Estadio de Gwangyang, Gwangyang Estadio Steel Yard, Pohang              |
| 2008 | Pohang Steelers         | 2 - 0                   | Gyeongnam FC            | Estadio Jeju, Jeju                                                      |
| 2009 | Suwon Samsung Bluewings | 1 - 1 (4-2 pen.)        | Seongnam Ilhwa Chunma   | Estadio Seongnam, Seongnam                                              |
| 2010 | Suwon Samsung Bluewings | 1 - 0                   | Busan I'Park            | Estadio Asiad, Busan                                                    |
| 2011 | Seongnam Ilhwa Chunma   | 1 - 0                   | Suwon Samsung Bluewings | Tancheon Sports Complex, Seongnam                                       |
| 2012 | Pohang Steelers         | 1 - 0 (t.s.)            | Gyeongnam FC            | Estadio Steel Yard, Pohang                                              |
| 2013 | Pohang Steelers         | 1 - 1 (4-3 pen.)        | Jeonbuk Hyundai Motors  | Estadio Mundialista, Jeonju                                             |
| 2014 | Seongnam FC             | 0 - 0 (4-2 pen.)        | FC Seoul                | Estadio Mundialista, Seúl                                               |
| 2015 | FC Seoul                | 3 -1                    | Incheon United          | Estadio Mundialista, Seúl                                               |
| 2016 | Suwon Samsung Bluewings | 2 - 1 1 - 2 (10-9 pen.) | FC Seoul                | Estadio Mundialista, Suwon Estadio Mundialista, Seúl                    |
| 2017 | Ulsan Hyundai           | 2 - 1 0 - 0             | Busan IPark             | Busan Gudeok Stadium, Busan Estadio Ulsan Munsu, Ulsan                  |
| 2018 | Daegu FC                | 2 - 1 3 - 0             | Ulsan Hyundai           | Estadio Ulsan Munsu, Ulsan Estadio de Daegu, Daegu                      |
| 2019 | Suwon Samsung Bluewings | 0 - 0 4 - 0             | Daejeon Korail          | Daejeon Hanbat Sports Complex, Daejeon Estadio Mundialista, Suwon       |
| 2020 | Jeonbuk Hyundai Motors  | 1 - 1 2 - 1             | Ulsan Hyundai           | Estadio Ulsan Munsu, Ulsan Estadio Mundialista, Jeonju                  |
| 2021 | Jeonnam Dragons FC      | 0 - 1 4 - 3             | Daegu FC                | Estadio de Gwangyang, Gwangyang DGB Daegu Bank Park, Daegu              |
| 2022 | Jeonbuk Hyundai Motors  | 2 - 2 3 - 1             | FC Seoul                | Estadio Mundialista de Seúl, Seúl Estadio Mundialista de Jeonju, Jeonju |
| 2023 | Pohang Steelers         | 4 - 2                   | Jeonbuk Hyundai Motors  | Estadio Steel Yard, Pohang                                              |
| 2024 | Pohang Steelers         | 3 - 1 (t.s.)            | Ulsan Hyundai           | Estadio Mundialista de Seúl, Seúl                                       |

## Títulos por club
| Club                         | Campeón | Subcampeón | Años campeón                       | Años subcampeón        |
| ---------------------------- | ------- | ---------- | ---------------------------------- | ---------------------- |
| Pohang Steelers              | 6       | 3          | 1996, 2008, 2012, 2013, 2023, 2024 | 2001, 2002, 2007       |
| Suwon Samsung Bluewings      | 5       | 3          | 2002, 2009, 2010, 2016, 2019       | 1996, 2006, 2011       |
| Jeonbuk Hyundai Motors       | 5       | 3          | 2000, 2003, 2005, 2020, 2022       | 1999, 2013, 2023       |
| Jeonnam Dragons              | 4       | 1          | 1997, 2006, 2007, 2021             | 2003                   |
| Seongnam FC                  | 3       | 3          | 1999, 2011, 2014                   | 1997, 2000, 2009       |
| FC Seoul                     | 2       | 3          | 1998, 2015                         | 2014, 2016, 2022       |
| Ulsan Hyundai                | 1       | 4          | 2017                               | 1998, 2018, 2020, 2024 |
| Busan IPark                  | 1       | 2          | 2004                               | 2010, 2017             |
| Daegu FC                     | 1       | 1          | 2018                               | 2021                   |
| Daejeon Hana Citizen         | 1       | 0          | 2001                               |                        |
| Gyeongnam FC                 | 0       | 2          |                                    | 2008, 2012             |
| Jeju United                  | 0       | 1          |                                    | 2004                   |
| Ulsan Hyundai Mipo Dockyard† | 0       | 1          |                                    | 2005                   |
| Incheon United               | 0       | 1          |                                    | 2015                   |
| Daejeon Korail               | 0       | 1          |                                    | 2019                   |

- † Equipo desaparecido.